# PAPUWA
『PAPUWA』（パプワ）は、柴田亜美による日本の漫画作品、およびそれを原作としたアニメ作品。『月刊少年ガンガン』（スクウェア・エニックス刊）にて2002年4月号から2008年2月号まで連載された。

## 概要
『南国少年パプワくん』の続編にあたる。不思議な島の不思議な生物たちが巻き起こす騒動を描くギャグ漫画で、同性愛めいた要素を下ネタ抜きに描写する独特のギャグ、中盤以降に頻出するバトル展開など、前作をほぼ踏襲したような作風になっている。
連載が開始された頃はエニックスお家騒動の最中であり、連載初期から本作が表紙に何度も登場するなど、新たな主力連載として期待されていたことが覗える。
前作との直接的な続篇なため、前作の知識がないとわかりづらいところも多々ある。その補足のため、本作の連載開始と同時に前作『南国少年パプワくん』の新装版単行本が順次発行された。
なお、本作連載以前に発表された作者の別作品である『自由人HERO』や『未来冒険チャンネル5』は『南国少年パプワくん』の設定を拡張したものであったが、本作『PAPUWA』はこれらの作品と設定が矛盾しているところが多々ある。しかし、これらの作品とのつながりを想起させるような設定も一部存在する。

## あらすじ
シンタロー（『南国少年パプワくん』参照）の弟コタローの「秘石眼」の暴走によってパプワ島が崩壊して4年。「青の秘石」の呼びかけにより眠りから目覚めたコタローは、ガンマ団本部を抜け出して第二のパプワ島にたどり着くが、記憶喪失となっていた。
再び力が暴走することを恐れたパプワと、元ガンマ団特戦部隊で島の番人として残っていたリキッドは、記憶を思い出させないようにパンツに書かれていたコタローの「コ」の字にマジックで線を書き足し、コタローに自分の名前を「ロタロー」と思い込ませてしまう。
そしてロタローは島の奇妙な生物（ナマモノ）達と友達になっていく。コタローを取り戻すために現れたガンマ団の刺客達も、パプワやナマモノ達にすっかり振り回されてしまう。
その後コタローは記憶を取り戻し、入れ替わるようにシンタローが再びパプワ島に。そして、行方不明となっている「赤の秘石」を探し出すために、「青の秘石」の力で島ごと異世界に漂流することとなる。

## 用語
ガンマ団
前作から引き続き登場。シンタローが総帥就任後、改組「半殺し稼業」へ変わり、そのやり方も方針も異なる。
なお、ギャラはスイス銀行振り込みとなっている。

## 所収
- 2008年1月発行の2月号にて連載完結。単行本は14巻で完結。
- 『月刊少年ガンガン』所属作家によるアンソロジーコミック、『柴田亜美黙認海賊本 偽PAPUWA』も5巻まで発売。

## アニメ
テレビ東京系で2003年9月30日から2004年3月30日にわたり全26話が放送された。
アニメーション制作は『南国少年パプワくん』のアニメ版と同じ日本アニメーションで、前作で監督を担当した高木淳が本作では監修として携わっているが、作品上のつながりはない。あくまで漫画版『南国少年パプワくん』の続篇である『PAPUWA』のアニメ化、である。アニメ化された範囲は原作単行本の5巻までで、コタローが一旦島を離れる段階を最終話とした。
また、本作をもって『幻想魔伝 最遊記』から4年間続いたテレビ東京系列の火曜18時台のスクウェア・エニックス原作アニメは『超速変形ジャイロゼッター』の放送開始まで約8年半途絶えることとなった。

### スタッフ
- 監督 - 西田健一
- 監修 - 高木淳
- シリーズ構成 - 井上敏樹
- キャラクターデザイン - 中島美子
- 美術監督 - 福田和矢
- 色彩設計 - 大平敬志
- 撮影監督 - 間嶋秋信、袖山岳大、岡崎英夫
- 編集 - 中野一穂、貴村純美、名取信一
- 音響監督 - 高橋秀雄
- 音楽 - 福島祐子
- プロデューサー - 紅谷佳和、板橋秀徳、戸川淳
- アニメーション制作 - 日本アニメーション
- 製作 - テレビ東京、創通エージェンシー、日本アニメーション

### 主題歌
- OP：『旅人』 (作詞：尾藤元昭、作曲：尾藤元昭、山口大悟、編曲・歌：LOOSELY）
- ED：『ゆらりゆらり』 (作詞・曲・編曲・歌：いいのまさし）

### 各話リスト
| 話数 | サブタイトル                                 | 脚本     | 絵コンテ | 演出       | 作画監督          | 放送日         | 収録DVD&VHS |
| ---- | -------------------------------------------- | -------- | -------- | ---------- | ----------------- | -------------- | ----------- |
| 1    | ようこそパプワ島へ!                          | 井上敏樹 | 西田健一 | 西田健一   | 中島美子          | 2003年 9月30日 | VOL.1       |
| 2    | 猛毒注意!? ドクツルタケのコモロくん登場      | 井上敏樹 | 鈴木卓夫 | 鈴木卓夫   | 華房泰堂 住本悦子 | 10月7日        | VOL.1       |
| 3    | 座右の銘は友情パワー! わてがアラシヤマどす   | 浦沢義雄 | 前島健一 | 榎本守     | 鈴木伸一          | 10月14日       | VOL.2       |
| 4    | さすらいのドラマー! ラッコのオショウダニ登場 | 石橋大助 | 上原秀明 | 鏑木宏     | 加瀬政広          | 10月21日       | VOL.2       |
| 5    | ファンシーヤンキー!? リキッドの華麗なる過去  | 浦沢義雄 | 山崎茂   | 山崎茂     | 牧内ももこ        | 10月28日       | VOL.2       |
| 6    | ゾンビも踊る!? パプワ島のお盆は大混乱        | 石橋大助 | 古川政美 | 古川政美   | 中島美子          | 11月4日        | VOL.3       |
| 7    | ハヤシくんも真っ青!? 必殺! 生き字引の筆      | 石橋大助 | 鈴木卓夫 | 鈴木卓夫   | 華房泰堂          | 11月11日       | VOL.3       |
| 8    | ロタロー目覚める!? パプワハウスは大洪水      | 浦沢義雄 | 前島健一 | 榎本守     | 鈴木伸一          | 11月18日       | VOL.3       |
| 9    | お侍がやってきた! 心戦組見参!!               | 石橋大助 | 中村憲由 | 鏑木宏     | 加瀬政広          | 11月25日       | VOL.4       |
| 10   | ウマ子ビジョン発動!! 魔法薬は恋の味          | 井上敏樹 | 山崎茂   | 山崎茂     | 牧内ももこ        | 12月2日        | VOL.4       |
| 11   | ロタローを救え! チャッピーのおつかい奮闘記   | 石橋大助 | 古川政美 | 鈴木孝義   | 谷口守泰          | 12月9日        | VOL.4       |
| 12   | おひな様は誰? 壮絶パプワ島雛キング杯         | 浦沢義雄 | 鈴木卓夫 | 鈴木卓夫   | 華房泰堂          | 12月16日       | VOL.5       |
| 13   | 限界ギリギリ?! 男潮ビーチバレーボール大会    | 石橋大助 | 前島健一 | 熨斗谷充孝 | 鈴木伸一          | 12月23日       | VOL.5       |
| 14   | ロタローもびっくり!? オットコ前な神様登場    | 石橋大助 | 鏑木宏   | 鏑木宏     | 加瀬政広          | 2004年 1月6日  | VOL.5       |
| 15   | ニセモノにはご用心? ロタローのオットコ試し   | 石橋大助 | 山崎茂   | 山崎茂     | 牧内ももこ        | 1月13日        | VOL.6       |
| 16   | プレゼントはなに? リキッドパパの一番長い日   | 浦沢義雄 | 鈴木孝義 | 鈴木孝義   | 中島美子          | 1月20日        | VOL.6       |
| 17   | コージのユウウツ! ウマ子は誰のもの?          | 石橋大助 | 鈴木卓夫 | 鈴木卓夫   | 華房泰堂          | 1月27日        | VOL.6       |
| 18   | リキッドはもういらない? 家政夫代理選手権     | 石橋大助 | 前島健一 | 榎本守     | 鈴木伸一          | 2月3日         | VOL.7       |
| 19   | ハートよ届け!! 熱血バレンタインデー          | 石橋大助 | 西田健一 | 鏑木宏     | 加瀬政広          | 2月10日        | VOL.7       |
| 20   | アラシヤマ語る! 思い出のガンマ団士官学校     | 浦沢義雄 | 山崎茂   | 山崎茂     | 牧内ももこ        | 2月17日        | VOL.7       |
| 21   | 願いごとはなに? パプワ島の七夕祭り           | 石橋大助 | 鈴木孝義 | 鈴木孝義   | 中島美子          | 2月24日        | VOL.8       |
| 22   | 登れリキッド! 短冊飾りは命がけ?              | 石橋大助 | 鈴木卓夫 | 鈴木卓夫   | 華房泰堂          | 3月2日         | VOL.8       |
| 23   | ついに上陸!! 帰ってきたシンタロー            | 浦沢義雄 | 前島健一 | 榎本守     | 鈴木伸一          | 3月9日         | VOL.8       |
| 24   | シンタローとリキッド それぞれの決意          | 石橋大助 | 鏑木宏   | 鏑木宏     | 加瀬政広          | 3月16日        | VOL.9       |
| 25   | パプワ島を救え! コタロー覚悟の眼魔砲         | 浦沢義雄 | 山崎茂   | 山崎茂     | 牧内ももこ        | 3月23日        | VOL.9       |
| 26   | さよならコタロー 今日からお前も友達だ!       | 石橋大助 | 西田健一 | 西田健一   | 中島美子          | 3月30日        | VOL.9       |

### 関連商品
VHS
現在は廃盤となっている。
- PAPUWA1（2004年3月21日、品番：FCVC-8）
- PAPUWA2（2004年4月23日、品番：FCVC-9）
- PAPUWA3（2004年4月23日、品番：FCVC-10）
- PAPUWA4（2004年5月21日、品番：FCVC-11）
- PAPUWA5（2004年5月21日、品番：FCVC-12）
- PAPUWA6（2004年6月25日、品番：FCVC-13）
- PAPUWA7（2004年6月25日、品番：FCVC-14）
- PAPUWA8（2004年7月23日、品番：FCVC-15）
- PAPUWA9（2004年7月23日、品番：FCVC-16）

DVD
現在は廃盤となっている。
- PAPUWA1（2004年3月21日、品番：FCBC-15）
- PAPUWA2（2004年4月23日、品番：FCBC-16）
- PAPUWA3（2004年4月23日、品番：FCBC-17）
- PAPUWA4（2004年5月21日、品番：FCBC-18）
- PAPUWA5（2004年5月21日、品番：FCBC-19）
- PAPUWA6（2004年6月25日、品番：FCBC-20）
- PAPUWA7（2004年6月25日、品番：FCBC-21）
- PAPUWA8（2004年7月23日、品番：FCBC-22）
- PAPUWA9（2004年7月23日、品番：FCBC-23）

Blu-ray
フロンティアワークスより発売。
- 【ＴＶアニメ化30周年記念】「南国少年パプワくん×PAPUWA」シリーズ・コンプリートBD-BOX（2022年3月30日発売、品番：FFXC-9032）